# Temelucha nigromaculata
Temelucha nigromaculata är en stekelart som först beskrevs av Cameron 1907.  Temelucha nigromaculata ingår i släktet Temelucha och familjen brokparasitsteklar. Inga underarter finns listade i Catalogue of Life.